# Médiatrice
Pour les articles homonymes, voir Médiatrice (homonymie).
 (juin 2022).
Si vous disposez d'ouvrages ou d'articles de référence ou si vous connaissez des sites web de qualité traitant du thème abordé ici, merci de compléter l'article en donnant les références utiles à sa vérifiabilité et en les liant à la section « Notes et références ».

La médiatrice du segment [AB] (en rouge).

En géométrie plane, la médiatrice d'un segment est l'ensemble des points équidistants des deux extrémités du segment. Cet ensemble est la droite passant par le milieu du segment et qui est perpendiculaire au segment.

## Propriétés
Dans un triangle, les médiatrices des trois côtés sont concourantes en un point qui est le centre du cercle circonscrit de ce triangle.
La médiatrice d'un côté d'un triangle est la droite qui est perpendiculaire à ce côté et qui passe par le milieu du segment.
La médiatrice d'un segment est un axe de symétrie de ce segment. Dans un rectangle, les médiatrices des côtés sont également des axes de symétries du rectangle.
La médiatrice d'un segment [AB] divise le plan en deux demi-plans : celui des points plus proches de A que de B et celui des points plus proches de B que de A. Ainsi, les frontières d'un diagramme de Voronoï sont des segments de médiatrices.
Une illustration de la notion de distance de Hausdorff en géométrie élémentaire :  
Soit [AB] un segment et C un point. Si C appartient au demi-plan des points plus proches de A que de B, alors dH(C,[AB])=CB sinon c'est CA.

## Construction à la règle graduée et à l'équerre
Soit le segment [AB].
À l'aide de la règle graduée, on mesure la longueur du segment [AB]. On met un marque à la moitié de sa longueur, soit à son milieu I.
Avec l'équerre, on trace la perpendiculaire au segment [AB] passant par I.

## Construction à la règle et au compas

Construction d'une médiatrice au compas et à la règle non graduée.

Cette construction est attribuée à Œnopide de Chios. Elle permet de construire la médiatrice d'un segment à l'aide d'une règle et d'un compas. On n'utilise donc pas d'équerre ou de règle graduée.
Soit le segment [AB]. On règle d'abord le compas à un rayon quelconque, supérieur à la moitié de la longueur AB. Avec cet écartement de compas, on trace un cercle centré sur A, puis un cercle de même rayon centré sur B. Ces deux cercles se coupent en deux points C et D. On trace enfin la droite (CD) qui est la médiatrice de [AB].
En effet, comme les rayons des cercles CA = CB et DA = DB. Les points C et D sont donc deux points distincts de la médiatrice. La droite passant par C et D est nécessairement la médiatrice de [AB].

### Intérêt de cette construction

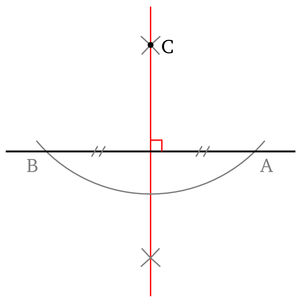
Construction d'une perpendiculaire à une droite passant par un point donné.

Cette construction est habituellement privilégiée pour sa meilleure précision en comparaison de l'utilisation de la règle et de l'équerre puisqu'il n'est pas nécessaire de mesurer le segment pour en trouver le milieu.
Cette construction permet de tracer la perpendiculaire à une droite donnée passant par un point donné. Ainsi toute construction à l'équerre est réputée réalisable à la règle et au compas seulement.
Considérons une droite (D) et un point C extérieur à cette droite. On commence par tracer un cercle de centre C qui va couper la droite (D) en deux points A et B. Grâce à la construction précédente, on construit la médiatrice de [AB]. Comme C est à égale distance de A et B, C est sur cette médiatrice. Ainsi la médiatrice de [AB] est la droite perpendiculaire à (D) et passant par C.